# Достоевский, Михаил Михайлович
Михаи́л Миха́йлович Достое́вский (13 [25] октября 1820, Москва — 10 [22] июля 1864, Петербург) — русский писатель

, переводчик, драматург, издатель журналов. Старший брат Фёдора Достоевского.

## Биография
Родился в 1820 году в Москве в семье штаб-лекаря Мариинской больницы Михаила Андреевича Достоевского.
После домашнего воспитания вместе с младшим братом Фёдором учился в московских пансионах Н. И. Драшусова (1833—1834) и Л. И. Чермака (1833—1834).
В мае 1837 года отец отвёз братьев Михаила и Фёдора в Петербург и определил их в приготовительный пансион К. Ф. Костомарова для поступления в Главное инженерное училище. М. М. Достоевский не поступил в училище, так как по медицинскому освидетельствованию ошибочно был признан чахоточным.
В 1838—1840 годах служил инженерным кондуктором (юнкером) в Ревельской инженерной команде (военно-инженерная войсковая часть русской армии). В 1840 году сдал экзамены на первый офицерский чин прапорщика. В 1841 году служил полевым инженер-прапорщиком в Нарвской инженерной команде, в том же году перевёлся на службу в Ревельскую инженерную команду.
Был женат с 1842 года на Эмилии Фёдоровне фон Дитмар (1822—1879), от которой имел сыновей Фёдора Михайловича (младшего), Михаила Михайловича (крестным отцом его был Ф. М. Достоевский) и дочерей Екатерину, Марию (стала женой известного психолога, антиковеда и ректора Императорского Санкт-Петербургского университета М. И. Владиславлева) и Варвару.
В 1847 году был переведён на службу в Свеаборгскую инженерную команду в Финляндию, но в этом же году вышел в отставку подпоручиком и переехал с семейством на жительство в Санкт-Петербург.
Вместе с братом Михаил Михайлович интересовался учением французских социалистов, увлекся фурьеризмом, был близок к кружку Петрашевского (был вовлечён в это тайное политическое общество братом Ф. М. Достоевским, с которым всегда был очень дружен), хотя активного участия в нём не принимал и даже пытался отговорить членов кружка от активизации своей негласной политической деятельности. В 1849 году привлекался к следствию по делу петрашевцев, свыше месяца (с 6 мая по 25 июня (по старому стилю) 1849 года) провёл в Петропавловской крепости, но был отпущен.
В 1852—1860 годах участия в литературной жизни не принимал (чтобы обеспечить своё семейство, организовал табачную фабрику, но больших доходов от неё не имел).
По приглашению своего друга А. П. Милюкова в 1860 году принимал участие в литературном журнале «Светоч», выходившем в Санкт-Петербурге ежемесячно.
По своим эстетическим воззрениям был сторонником Ф. Шлегеля, делившего искусство на идеальное, чистое, вечное, с одной стороны, и реальное, сиюминутное, недолговечное, с другой стороны. Называл себя последним романтиком и считал наиболее близким себе писателем Ф. Шиллера. Среди русских писателей более всего ценил В. А. Жуковского. Юношеские, романтические стихи М. М. Достоевского не сохранились.
В 1861 году при содействии Ф. М. Достоевского начал издавать журнал «Время», который был запрещён во время польского восстания в апреле 1863 года за статью Н. Н. Страхова «Роковой вопрос». Вскоре власти признали, что журнал был закрыт ошибочно, и разрешили прежним издателям издавать другой журнал.
В 1864 году М. М. Достоевский начал издание журнала «Эпоха», служившего наравне со «Временем» главным печатным органом почвенников, но в июле того же года умер (М. М. Достоевский всегда отличался слабым здоровьем). Николай Страхов писал, что «умер Михайло Михайлович прямо от редакторства». Александр Милюков указывал, что «болезнь его началась разливом желчи и при других обстоятельствах кончилась бы, конечно, благополучно. Но разные беспокойства, особенно со стороны цензуры, которая сильно тревожила его, дурно подействовали на ход болезни — отравленная желчь бросилась на мозг, и он, пролежав три дня в беспамятстве, умер». Могила Михаила Михайловича Достоевского в Павловске утрачена.
После смерти М. М. Достоевского Ф. М. Достоевский не смог в одиночку справиться с изданием журнала «Эпоха» (великий писатель не имел ни времени, ни предпринимательских способностей для занятия издательской деятельностью), при этом попытался заплатить большие долги М. М. Достоевского по изданию журнала. До конца жизни эти долги так и не были до конца выплачены, что очень мучило Ф. М. Достоевского, заставляло его работать слишком много и, возможно, привело к относительно ранней смерти писателя.

## Творчество

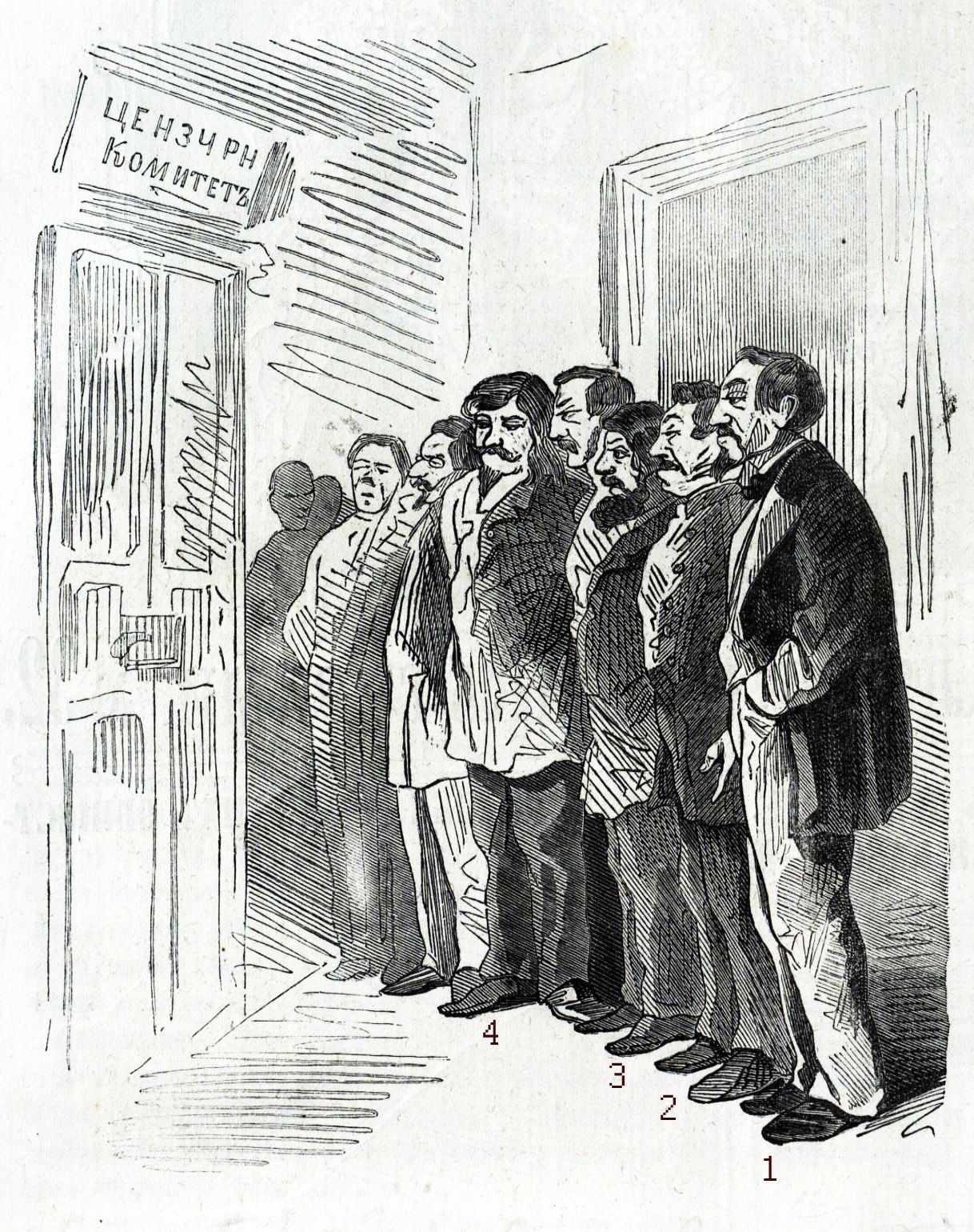
Редакторы журналов отстаивают свои статьи. 4 — М. М. Достоевский. (1 — Н. А. Некрасов; 2 — В. С. Курочкин; 3 — С. С. Громека). Карикатура сатирического журнала «Искра».

В 1840-х годах напечатал в «Отечественных записках» несколько повестей: «Дочка», «Господин Светелкин», «Воробей» (1848), «Два старичка» (1849), «Пятьдесят лет» (1850), комедию «Старшая и меньшая» (1851).
В этих произведениях Достоевский культивировал традицию беллетристики, которая незадолго до того была канонизирована его братом. По своему стилю повести Достоевского близки к «Бедным людям» и «Белым ночам» и отмечены сильнейшим влиянием сентиментализма. Художественное значение их невелико.
М. М. Достоевский оставил немало переводов европейских классиков: «Рейнеке Лиса» Гёте («Отечественные записки», 1848), «Дон Карлоса» Шиллера («Библиотека для чтения», 1848) и т. п.. Творческое наследие (тексты произведений, переводы, публицистика и письма) М. М. Достоевского представлено на электронном ресурсе Петрозаводского государственного университета.

## Произведения Михаила Михайловича Достоевского

### Проза
«Воробей» (1848) — рассказ.

### Драматургия
«Старшая и меньшая» (1851) — комедия в одном действии.

### Критика и публицистика
- «Гроза. Драма в пяти действиях Александра Николаевича Островского» (1860)
- «Стихотворения Алексея Николаевича Плещеева» (1861)

### Переводы
- Гюго В. Последний день приговорённого к смерти. (Dernier Jour d’un condamné), 1860
- Гёте И. В. Рейнеке-лис. В двенадцати песнях. (Reineke Fuchs), 1865
- Силсфильд Ч. Токеа, или Белая Роза. Повесть из последней англо-американской войны. (Tokeah, or the White Rose), 1864
- Шиллер Ф. Дон-Карлос инфант Испанский. Драматическое стихотворение.
- Шиллер Ф. Коварство и любовь. Отрывки. Мещанская драма (Kabale und Liebe)
- Шиллер Ф. Боги Греции, 1860
- Шиллер Ф. Наивная и сантиментальная поэзия, 1850
- Шиллер Ф. Разбойники

## Известные адреса

### в Таллине
Улица Уус д. 10

### в Санкт-Петербурге
1861 — 10.07.1864 года — дом А. А. Астафьевой — набережная Екатерининского канала, 61.

## Образ в искусстве
В телесериале «Достоевский», вышедшем в 2011 году, роль Михаила Достоевского сыграл Сергей Тарамаев.